# Wijkia rigidicaule
Wijkia rigidicaule là một loài Rêu trong họ Sematophyllaceae. Loài này được (Broth.) Muller, Frank mô tả khoa học đầu tiên năm 2007.